# U-178
U-178 je bila nemška vojaška podmornica Kriegsmarine, ki je bila dejavna med drugo svetovno vojno.

## Zgodovina
Podmornica je bila namerno potopljena 25. avgusta 1944 pri Bordeauxu, saj ni bila v stanju, da bi bila zmožno plovbe ter so tako preprečili, da bi jo zavezniki zajeli. Razbitino so razrezali leta 1947.

## Poveljniki
| Poveljniki |                  |                |                                      |
| Št.        | Čin              | Ime            | Poveljstvo                           |
| 1.         | Kapitän          | Hans Ibbeken   | 14. februar 1942 - 21. februar 1943  |
| 2.         | Korvettenkapitän | Wilhelm Dommes | 22. februar 1943 - 25. november 1943 |
| 3.         | Kapitänleutnant  | Wilhelm Spahr  | 25. november 1943 - 25. avgust 1944  |

## Tehnični podatki
| Kategorije                                    | Podatki                       |
| --------------------------------------------- | ----------------------------- |
| Teža (t): na površju pod površjem polna Teža  | 1.616 1.804 2.150             |
| Dolžina (m) - tlačni trup (m)                 | 87,6 - 68,5                   |
| Širina (m) - tlačni trup (m)                  | 7,5 - 4,4                     |
| Izpodriv (m)                                  | 5,4                           |
| Višina (m)                                    | 10,2                          |
| Moč (hp): na površju pod podvršjem            | 4.400 1.000                   |
| Hitrost (vozlov): na površju pod podvršjem    | 19,2 6,9                      |
| Doseg (milja/vozel): na površju pod podvršjem | 23.700/12 57/4                |
| Torpeda/Torpedne cevi                         | 24/4 (4 na premcu, 2 na krmi) |
| Krovni top (mm)                               | 105 (150 granat)              |
| Mine                                          | 48 TMA                        |
| Posadka                                       | 55-63                         |
| Maksimalni potop (m)                          | 230                           |